# Universidad de Suleimaniya

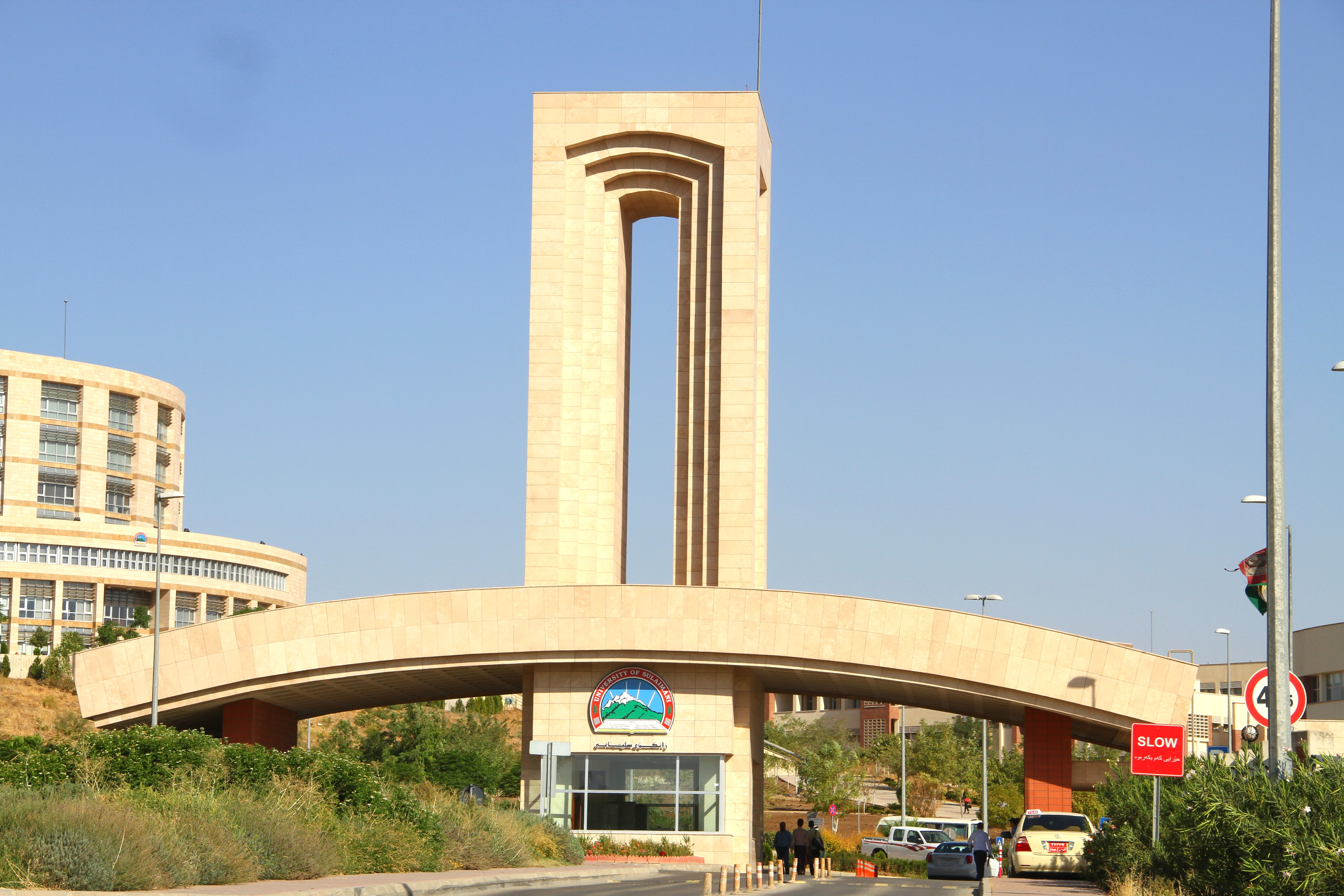
Universidad de Suleimaniya

La Universidad de Suleimaniya (en kurdo: Zanîngeha Silêmaniyê; en árabe: جامعة السليمانية; también escrito Universidad de Solimania) es una universidad pública ubicada en la ciudad de Suleimaniya en la región de  Kurdistán al norte de Irak. Es uno de los centros científicos y culturales más importantes en la región del Kurdistán iraquí. Fue fundada en 1968. La Universidad cuenta con 27 colegios, el campus principal se encuentra en la ciudad de Sulaimani y posee campus satélites en las ciudades de Khanaqin, Kalar, Halabja y Chamchamal. La universidad tiene una matrícula total anual de más de 4.000 estudiantes de pregrado y postgrado. La universidad ofrece una variedad de programas importantes, incluyendo medicina, ingeniería, humanidades, derecho, bellas artes, educación física, ciencias políticas, ciencias puras y aplicadas, lo que lleva a la licenciatura y en algunas especialidades a títulos de postgrado como Diploma, MSc, MA y Doctorado. La universidad cuenta con una variedad de otras actividades extracurriculares, adicionalmente.